# 讓愛傳出去 (歌曲)
〈讓愛傳出去〉（英語：Give Love）是臺灣歌手蔡依林的歌曲。該歌曲由洪予彤創作、陳君豪製作。該歌曲為大愛電視「1+1 你加我」活動主題曲，於2017年5月12日由凌時差音樂以單曲形式發行。

## 背景
2017年5月10日，大愛電視在同年母親節前透過Facebook專頁發起「1+1 你加我」活動，邀請民眾上傳和家人合照並寫下感恩內容，並宣布活動主題曲將由蔡依林演唱，特定期間內上傳的照片將收錄於該歌曲的MV中。

## 創作和錄製
該歌曲原為2004年大愛電視連續劇《讓愛傳出去》的主題曲，曾由林美、日新兒童合唱團等演唱，因詞曲優雅且帶有流行風格，也曾推出英語版本於海外流傳。
蔡依林邀請陳君豪為該歌曲重新編曲，並於錄音室耗時多日錄製。蔡依林表示，陳君豪製作了兩種編曲版本，分別展現溫馨和輕快的情緒，她亦錄製兩種演繹方式，最終交由其母親決定發行版本。蔡依林的母親在聆聽後選擇了溫馨版本，並表示「很感人，很有感覺」。

## 發行
2017年5月12日，蔡依林發行為大愛電視「1+1 你加我」活動演唱的主題曲〈讓愛傳出去〉，並表示希望將歌曲獻給所有母親。她提到，年初參與一場為敘利亞難民祈福的活動時，聽到慈濟靜思書軒小志工演唱〈讓愛傳出去〉兒歌版，受到啟發，因而決定參與錄製，希望傳遞關懷。
同月14日，蔡依林發布該歌曲的歌詞版MV。同月18日，大愛電視發布該歌曲的18支照片版MV。

## 幕後人員
- 張晁毓：鋼琴編寫、鋼琴
- 陳君豪：鋼琴編寫、木吉他
- 錢威良：鋼琴編寫
- 布蘭地：合音編寫、合音
- 蔡依林：合音
- 吳庭輝：製作助理
- 甯子達：貝斯
- 恭碩良：鼓
- 羅恩妮：弦樂編寫弦樂監製
- 蘇子茵：第一小提琴
- 金眴祈：第一小提琴
- 駱思芸：第一小提琴
- 羅景鴻：第二小提琴
- 陳怡廷：第二小提琴
- 黃瓊齡：第二小提琴
- 何君恆：中提琴
- 甘威鵬：中提琴
- 范宗沛：大提琴、大提琴獨奏
- 王品文：大提琴
- 葉育軒：人聲錄音師
- 陳文駿：人聲錄音師
- 林尚伯：弦樂錄音師
- 楊敏奇：鋼琴錄音師
- 王永鈞：鼓組錄音師、貝斯錄音師
- 蔡周翰：錄音助理
- 白金錄音室：錄音室
- Lights Up錄音室：錄音室
- 佳聲錄音室：錄音室
- 黃文萱：混音師
- Mike Marsh：母帶後期處理
- The Exchange Studio：母帶后期錄音室
- WooJi Studio：混音錄音室

## 發行歷史
| 地區 | 日期          | 格式              | 經銷商     |
| ---- | ------------- | ----------------- | ---------- |
| 全球 | 2017年5月12日 | 數位下載 串流媒體 | 凌時差音樂 |